# Elaeocarpus merrittii
Elaeocarpus merrittii är en tvåhjärtbladig växtart som beskrevs av Merrill. Elaeocarpus merrittii ingår i släktet Elaeocarpus och familjen Elaeocarpaceae. Inga underarter finns listade i Catalogue of Life.